# Голішовець (Підкарпатське воєводство)
Голішовець (пол. Goliszowiec) — село в Польщі, у гміні Заклікув Стальововольського повіту Підкарпатського воєводства.
Населення — 136 осіб (2011).
У 1975-1998 роках село належало до Тарнобжезького воєводства.

## Демографія
Демографічна структура станом на 31 березня 2011 року:
|          | Загалом | Допрацездатний вік | Працездатний вік | Постпрацездатний вік |
| -------- | ------- | ------------------ | ---------------- | -------------------- |
| Чоловіки | 76      | 16                 | 49               | 11                   |
| Жінки    | 60      | 10                 | 38               | 12                   |
| Разом    | 136     | 26                 | 87               | 23                   |